# Borbona
Borbona település Olaszországban, Lazio régióban, Rieti megyében. Lakosainak száma 576 fő (2023. január 1.). Borbona Antrodoco, Cagnano Amiterno, Cittareale, Micigliano, Montereale és Posta községekkel határos.

## Népesség
A település népességének változása:
| Lakosok száma | 614  | 596  | 576  |
|               | 2017 | 2018 | 2023 |